# Ernst von Hoiningen
Ernst Wilhelm Karl Maria Freiherr von Hoiningen, genannt Huene (23 tháng 9 năm 1849 tại Unkel, tỉnh Rhein của Phổ – 11 tháng 3 năm 1924 tại Darmstadt) là một sĩ quan quân đội Phổ, đã được thăng đến cấp Thượng tướng Bộ binh, và là một tùy viên quân sự. Ông đã từng tham chiến trong cuộc Chiến tranh Pháp-Đức (1870 – 1871) và cuộc Chiến tranh thế giới thứ nhất (1914 – 1918).

## Tiểu sử
Ernst sinh vào ngày tháng 9 năm 1849, trong gia đình quý tộc cổ Công giáo von Hoiningen sinh sống chủ yếu tại Kurland, và là con trai của Giám đốc mỏ Phổ Anselm August Freiherr von Hoiningen gen. Huene với người vợ của ông này là bà Ehefrau Marie, nhũ danh Longard.
Vào ngày 10 tháng 1 năm 1868, Hoiningen gia nhập Tiểu đoàn Công binh số 8 (số 1 Rhein) ở Koblenz, và tại đây ông được phong cấp hàm Chuẩn úy vào ngày 7 tháng 8 năm 1868. Đến ngày 8 tháng 9 năm 1870, ông được đổi sang Cục Thanh tra Công binh tại Straßburg, Elsass. Ngày 8 tháng 9 năm 1870, ông được thăng quân hàm Thiếu úy. Ngày 29 tháng 9 năm 1872, ông vào làm việc tại Trường Pháo binh và Công binh tại đây, sau đó ông chuyển đến Cục thanh tra Công binh tại Metz vào ngày 15 tháng 9 năm 1874. Đến ngày 21 tháng 3 năm 1876, ông được đổi vào pháo đài Friedrichsort, tiếp theo đó Hoiningen được lên cấp Trung úy vào ngày 13 tháng 6 năm 1876 và được chuyển vào đồn binh tại pháo đài Koblenz vào ngày 24 tháng 11. Sau đó, ông được lệnh vào Học viện Quân sự Phổ vào ngày 1 tháng 10 năm 1877, rồi được phong quân hàm Đại úy vào ngày 18 tháng 4 năm 1872 và được bổ nhiệm làm sĩ quan Bộ Tham mưu tại Bộ Tổng tham mưu ở kinh đô Berlin. Vào ngày 13 tháng 12 năm 1883, ông vào làm việc trong Bộ Tham mưu của Quân đoàn III ở Berlin. Vào ngày 5 tháng 2 năm 1885, ông trở thành tùy viên quân sự tại Đại sứ Đức ở Luân Đôn và giữ chức vụ này trong vòng một năm.
Sau khi trở về Berlin, ông được phong chức Tướng phụ tá của Đức hoàng Wilhelm I vào ngày 15 tháng 10 năm 1886. Đến ngày 23 tháng 10 năm 1886, ông được cử làm tùy viên quân sự tại Đại sứ Đức ở Paris, và trên cương bị này ông điều hành mối quan hệ quân sự giữa Đức và Pháp cho đến năm 1891.
Từ năm 1887 cho đến năm 1890, ông hỗ trợ đắc lực của Tổng tham mưu trưởng Alfred von Waldersee trong cuộc đấu tranh của ông này chống lại Thủ tướng Otto von Bismarck. Trong cùng thời điểm mà Waldersee thắt chặt mối quan hệ giữa mình với Vương tử Wilhelm, ông ta nhận thấy rằng một cuộc chiến tranh với Nga là không thể tránh khỏi và chính sách hữu nghị của Bismarck với nước này không thua kém gì lắm so với một tội ác. Thông qua các báo cáo quân sự và thư từ riêng tư, Hoiningen, cùng với các cộng sự khác của tướng Waldersee ở Áo, Nga và Ý, đã mô tả cho Waldersee về những động thái chuẩn bị chiến tranh của Nga và Pháp, sự xảo trá của Ý, thực lực của Áo và sự ngu xuẩn của Đại sứ Đức tại các nước này. Waldersee đã thu thập các bản báo cáo này và đệ trình lên Vương tử, sau này là Hoàng đế Wilhelm II. Điều này đã góp một phần lớn dẫn đến việc Bismarck bị tân Hoàng đế Wilhelm II huyền chức vào mùa xuân năm 1890.
Vào ngày 15 tháng 10 năm 1888, Hoiningen được thăng hàm Thiếu tá và vào ngày 22 tháng 3 năm 1891, ông được đổi vào Sư đoàn số 29 tại Freiburg im Breisgau với vai trò là sĩ quan Bộ Tham mưu. Tiếp sau đó, vào ngày 17 tháng 10 năm 1893, ông được lên quân hàm Thượng tá và được bổ nhiệm làm Trung đoàn trưởng Trung đoàn Bộ binh số 132 (số 1 Hạ Elsass) tại Straßburg. Đến ngày 18 tháng 8 năm 1894, ông được lãnh chức Tham mưu trưởng của Quân đoàn XVI, đóng quân ở Metz. Vào ngày 22 tháng 3 năm 1897, Hoiningen được phong cấp hàm Đại tá và vào ngày 19 tháng 10 năm 1897 ông lãnh chức Trung đoàn trưởng của Trung đoàn Bộ binh Cận vệ số 115 (số 1 Đại Công quốc Hesse) tại Darmstadt. Vào ngày 24 tháng 2 năm 1900, ông được thăng cấp Thiếu tướng và được phong chức Lữ trưởng của Lữ đoàn Bộ binh số 53 tại Ulm. Vào ngày 18 tháng 4 năm 1903, Hoiningen được lên quân hàm Trung tướng và được bổ nhiệm làm Chỉ huy tạm quyền của Sư đoàn số 30 tại Straßburg, thay thế cho Trung tướng Moßner. Vào ngày 11 tháng 9 năm 1907, ông được thăng cấp bậc Thượng tướng Bộ binh, đồng thời được bổ nhiệm làm Tướng tư lệnh của Quân đoàn XIV ở Karlsruhe. Ngày 6 tháng 9 năm 1913, ông được phong danh hiệu à la suite của Trung đoàn Phóng lựu Hộ vệ số 109 (số 1 Baden).
Khi cuộc Chiến tranh thế giới thứ nhất bùng nổ vào năm 1914, Hoiningen chỉ huy Quân đoàn XIV của mình, một phần thuộc biên chế của Tập đoàn quân số 7 tại Elsass. Quân đoàn của ông được giao nhiệm vụ phòng ngự Mülhausen chống lại sự tấn công của Tập đoàn quân Alsace dưới quyền tướng Paul Pau, một cựu chiến binh của năm 1870. Vào ngày 31 tháng 8 năm 1914, ông được thay thế bởi tướng Watter và vào cuối tháng 10 năm 1914, ông được nhậm chức Thống đốc quân sự của thành phố pháo đài Antwerp, một thành lũy của quân đội Bỉ đã bị Quân đoàn Trừ bị III chinh phạt. Trên cương vị này, ông cũng là tùy viên quân sự cho tới khi cuộc chiến kết thúc với sự đầu hàng của Đức vào ngày 11 tháng 11 năm 1918.
Vào năm 1919, Hoiningen xuất ngũ, sau đó ông dời đến sống tại thành phố Darmstadt cho đến khi từ trần vào tháng 3 năm 1924.

## Phong tặng
- Đại Thập tự của Huân chương Đại bàng Đỏ đính kèm Bó sồi [2]
- Huân chương Vương miện hạng I [2]
- Huân chương Thập tự Sắt (1870) hạng II[2]
- Giải thưởng phục vụ của Phổ (Preußisches Dienstauszeichnungskreuz)[2]
- Đại Thập tự của Huân chương Berthold des Ersten kèm theo Vương miện Vàng [2]
- Chỉ huy hạng II Huân chương Zähringer Löwen[2]
- Đại Thập tự Huân chương Chiến công của Bayern [2]
- Đại Thập tự của Huân chương Heinrich Sư tử[2]
- Đại Thập tự của Huân chương Quân công Đại Công quốc Hessen kèm theo Vương miện [2]
- Chỉ huy Huân chương Greifen[2]
- Đại Thập tự của Huân chương Albrecht đính kèm Ngôi sao vàng[2]
- Chỉ huy Huân chương Vương miện Württemberg[2]
- Sĩ quan Bắc Đẩu bội tinh của Pháp[2]
- Chỉ huy Huân chương Hiệp sĩ Thánh Mauritius và Lazarus[2]
- Đại Thập tự của Huân chương Thanh gươm[2]
- Đại Thập tự Huân chương Chiến công của Tậy Ban Nha [2]
- Huân chương Mecidiye hạng III [2]